# Шанъу иньшугуань
Шанъу иньшугуань (кит. трад. 商務印書館, упр. 商务印书馆, пиньинь Shāngwù Yìnshūguǎn, буквально: «Коммерческое издательство») — китайское издательство, старейшее в современном издательском деле Китая. Логотип представляет собой стилизованный первый иероглиф названия издательства — 商 — на фоне раскрытой книги.

## Общая информация
Основано в 1897 году в Шанхае, одним из его создателей был Ся Жуйфан. Первоначально главным родом деятельности была печать, позднее в качестве побочного добавилось издательское дело. В 1902 году к деятельности компании присоединился Чжан Юаньцзи, основавший бюро перевода и редактирования, и началось составление изданий для школ, перевод и издание иностранной литературы. Кроме того, выпускались различные словари, периодика, постепенно началось издание научных трудов и отпечатанных методом фотолитографии древних книг. При издательстве существовала «Восточная библиотека» (кит. упр. 东方图书馆), которая в 1932 году, во время шанхайского сражения, подверглась бомбардировке японской армией и была разрушена. В период
сопротивления японской агрессии главный офис издательства был перемещён в Чунцин, а после победы Китая возвращён в Шанхай.
К 1948 году количество видов продукции, выпущенной издательством, достигло 15 тыс. В 1954 году издательство переведено в Пекин. По состоянию на 2009 год число видов изданной продукции — около 40 тыс. В основном выпускаются словари китайского и иностранных языков, научная литература по философии и общественным наукам в Китае. Отделения издательства существуют в китайских Гонконге, Тайбэе, а также в Сингапуре и Куала-Лумпуре.
Издательством, в частности, выпускаются авторитетные словари китайского языка «Синьхуа цзыдянь» (кит. упр. 新华字典) и «Сяньдай ханьюй цыдянь» (кит. упр. 现代汉语词典). Общий тираж первого к июню 2021 года достиг 600 млн экземпляров, второго к концу 2020 года превысил 70 млн экземпляров. Из биологической научно-популярной литературы издаются, например, «Полевые определители дикорастущих растений Китая» (на момент выпуска пекинского тома вышло семь томов), выпущена книга «Птицы Китая. Иллюстрированный справочник» с описаниями и фотографиями 1384 встречающихся в Китае видов птиц.

## В филателии
27 февраля 2017 года в честь 120-летия издательства «Шанъу иньшугуань» была выпущена почтовая марка КНР работы художника марки Ся Цзинцю. Центральным в её дизайне является изображение логотипа издательства — иероглифа 商, выполненного меняющими цвет в зависимости от угла зрения чернилами, на фоне раскрытой книги. На страницах книги изображены:
- главное здание издательства в Шанхае начала XX века, взорванное японскими захватчиками во время «инцидента 28 января» 1932 года; три мастерских начального периода истории издательства;
- каллиграфическая парная надпись[кит.] «столетиями существующая семья — не что иное, как накопившиеся добродетели, первое доброе дело, всё-таки, — чтение книг» (кит. упр. 数百年旧家无非积德, 第一件好事还是读书);
- обложки влиятельных публикаций раннего периода истории издательства: «Новейший учебник китайской письменности» (кит. упр. 最新国文教科书) и «Начальный китайско-английский учебник» (кит. упр. 华英初阶);
- корешки современной литературы издательства: издания книжной серии «Китайский перевод научных шедевров» (кит. упр. 汉译学术名著), издания «Синьхуа цзыдянь», «Сяньдай ханьюй цыдянь», двухтомник «Цы юань» (кит. упр. 辞源) и др.